# Ламтон Шорс
Ламтон Шорс (енгл. Lambton Shores) је општина у Канади у покрајини Онтарио. Према резултатима пописа 2011. у општини је живело 10.656 становника.

## Становништво
Према резултатима пописа становништва из 2011. у граду је живело 10.656 становника, што је за 4,4% мање у односу на попис из 2006. када је регистровано 11.150 житеља.
| 2006.  | 2011.  |
| ------ | ------ |
| 11.150 | 10.656 |